# کالج دانشگاهی اوترخت
کالج دانشگاهی اوترخت (به هلندی: University College Utrecht) یک دانشگاه در هلند است.